# 銀の聖者 北斗の拳 トキ外伝
『銀の聖者 北斗の拳 トキ外伝』（しろがねのせいじゃ ほくとのけん ときがいでん）は、武論尊・原哲夫（原案）、ながてゆか（作画）による日本の漫画作品で、『北斗の拳』の登場人物、トキを主人公としている。

## 概要
本作は『北斗の拳』（以下原作）の外伝として、第一弾『天の覇王 北斗の拳ラオウ外伝』（以下ラオウ編）第二弾『蒼黒の餓狼 -北斗の拳 レイ外伝-』（以下レイ編）に続く第三弾として漫画雑誌『週刊コミックバンチ』にて2007年第39号から2008年第52号まで連載された。
前二作と同じく、原作登場前のストーリーとなっているが、ラオウ編が拳王と名乗りケンシロウと会うまで、レイ編は妹のアイリを捜して各地をさまようという設定上、それぞれの内容は各作者のオリジナルとなっているのに対して、本作はトキの代名詞である「柔の拳」と共に認知度が高い「奇跡の村」が舞台設定となっている。
ラオウ編では拳王軍として部下になる者たち（黒王、ウイグル）や敵対者（サウザー）が、レイ編では因縁が深いもの（ユダ、アミバ）が登場するのに対して、本作ではアミバを除いては直接関わりがなかった者が登場しており、その点でも本作は異色を放っている。
本作の設定では北斗神拳の歴史は1800年となっている。これは一般に知られている2000年と違いがあるが、この1800年というのは原作でのアミバとの戦いの中でケンシロウが言っているものである。 

## あらすじ
「北斗神拳史上もっとも華麗な技を使う男」と言われた北斗四兄弟の次兄トキ。しかし、核戦争の時に死の灰を浴びたために継承者を断念。一人の従者とともにあてどもない旅に出ることになる。
旅の途中に食料を求めて、とある村に立ち寄るが、そこは病人・老人・子供がただ死を待つという村であった。その村人の中にあるのは絶望や恐怖ではなく、ただ「虚無」のみであり、トキが触れた子供が死しても誰も気にもとめていなかった。しかし翌日、その子供がトキの元に水を持ってくるのを見て皆が驚愕とともに奇跡を感じることとなる。トキは長年の夢であり、人々に笑顔を取り戻す手助けをするために、その村に診療所を開くことにする。
やがて村は奇跡の手を持つ医者のいる「奇跡の村」として活況を呈するが、村を襲った夜盗達のために診療所はこわされ、集まった人々は我先に逃げ出すことになる。夜盗は倒すことができたものの、村は元の木阿弥となったことに絶望しかかるトキ。
しかし、そのトキに肩を貸すものが現れる。それは、その村で最初に助けた子供であり、その子供と共にこの乱世に新たな光を求めることになる。

## 登場人物
トキ
北斗四兄弟の次兄であり、「北斗神拳史上、最も華麗な技を使う男」と言われている「柔の拳」の使い手。死の灰を浴びたために病に冒されて継承者を断念し、人々を救うために旅に出る。病に冒されているとはいえ、その拳は健在であり、相手の闘気を受け流す柔の拳はラオウすら畏怖を持たれるものである。奇跡の村の住人からは「トキ様」と呼ばれて慕われている。本作の最終回はラオウとの勝負に敗北した後で奇跡の村に帰還するシーンで終わっているので、彼の死亡したエピソードは描かれていない。
ラモ
トキとともに旅に出ている人物。ラオウ編に登場するソウガのような人物であり、リュウケンの遺言でトキと旅に出ている。物語中盤でアミバに囚われて秘孔の実験台にされるが、一命は取り留めたようでラストシーンでは意識を取り戻した彼がトキを出迎えている。
ルカ
村で最初に救われた少年。原作におけるバットやリン、レイ編におけるユウと同じ立場の人物。トキを慕い、その身を案じて北斗神拳を教わろうとする。
アミバ
自らを「天才」と呼んで、南斗聖拳を学んだ後は北斗神拳も自らの物にしようとトキの元を訪れる。しかしトキに断られた上に、その後でトキの患者の一人に間違った秘孔を打ったことでトキにを頬を打たれて、復讐心に燃える。それ以後はZEEDに村を襲う時期を早める進言をするなど、トキを絶望の底に沈めようと画策する。そしてジャギの提案により、トキになりすまして数々の悪行を働く。最後は原作と同様にケンシロウに倒されるが、テラスから落下しそうになった時に失禁する等、細部の描写は変更されている。
ZEED
村の北の方で略奪を繰り広げる野盗集団。本作の初期ではまだかなりの勢力を持っており、仲間を殺されたことにより報復のために奇跡の村を襲撃に向かう。後にケンシロウに全滅させられた。
ジュウザ
南斗五車星の「雲」と呼ばれる男。雲の呼び名通り、自由気ままに生きており、奇跡の村に行ったのも食料と女を手に入れるためである。当初ZEEDとの戦闘には加わらなかったが、女性まで巻き込む戦闘に結局は動き、トキとZEEDの頭領との戦いのための道を開くことになる。その後、トキにユリアが死亡したことを伝える。
ジャギ
北斗四兄弟の三兄。ケンシロウを憎み、トキと組ませることを阻止するためにアミバと手を組んで、アミバにトキの情報を教えたり、アミバをトキに似せて整形するなどした。回想シーンではリュウケンに修行をサボっていることを注意された際に「北斗神拳も銃器と同じく、人殺しの道具」という趣旨の発言をしている。本作ではケンシロウに倒されるシーンが登場しない。
ラオウ
北斗四兄弟の長兄にして、トキの実兄。本作のトキの最後の対戦相手にして、トキをカサンドラに幽閉した張本人でもある。
ケンシロウ
北斗四兄弟の末弟。トキの義弟だが、実の兄弟のように仲がいい。本作のトキが死の灰を被るエピソードの直前に、かつてトキに命を救われたことを思い出したケンシロウが外に出て壊れたシャッターを閉めようとするシーンがある。
ユリア
ケンシロウの婚約者。本作では回想シーンにのみ登場する。
リュウガ
ユリアの兄で泰山天狼拳を操る天狼星の宿命に生きる男。本作ではラオウの副官として描かれている。カサンドラに幽閉されたトキに死亡したと思われていたユリアが生きていることを伝え、自身の目的はラオウとケンシロウのどちらを天が望むかを見極めることと語る。原作ではトキの直接の死の原因は彼の奇跡の村への襲撃なのだが、前述の通り本作ではトキの死のエピソードは描かれていない。
ザク
拳王軍の将兵。リュウガからケンシロウとトキを合流させないよう命令を受ける。
レイ
南斗水鳥拳伝承者で、南斗六星拳「義星」の宿星を持つ。ケンシロウの友にして強敵（とも）。マミヤと共にケンシロウを探して荒野を彷徨っていたルカを保護し、彼の口から元同門のアミバがトキに成りすましていることを察して、ケンシロウを助けるために奇跡の村へ向かう。本作では彼の最期についての細かい描写は省略されているが、前述のルカを保護したことに加えてトキと語り合う場面や、マミヤの村でのマミヤとの会話など、登場期間の短さにしては出番や活躍などは多めで、原作同様に本作のキーパーソンとなっていた。
マミヤ
ケンシロウに想いを寄せる女性。レイと共にルカを保護した。奇跡の村へ向かうレイに付いていこうとするが断られ、彼の頼みに応じてトキがカサンドラにいることを調べ上げる。
バット、リン
ケンシロウを慕う子供達。レイ達が保護したルカを看護した。
アイリ
レイの妹。ルカにレイがケンシロウの居場所を知っていることを伝える。

## 書誌情報
- 武論尊・原哲夫（原案） / ながてゆか（作画） 『北斗の拳』 新潮社〈BUNCH COMICS〉、全6巻
  1. 2007年12月15日初版発行、ISBN 978-4-10-771368-1
  2. 2008年3月15日初版発行、ISBN 978-4-10-771383-4
  3. 2008年6月15日初版発行、ISBN 978-4-10-771404-6
  4. 2008年8月15日初版発行、ISBN 978-4-10-771415-2
  5. 2008年11月15日初版発行、ISBN 978-4-10-771432-9
  6. 2009年1月15日初版発行、ISBN 978-4-10-771451-0